# كوتا ياناغيساوا
كوتا ياناغيساوا (باليابانية: 柳澤 宏太) (مواليد 8 أبريل 1982)، هو لاعب كرة قدم ياباني سابق كان يلعب كمدافع.

## وصلات خارجية
- كوتا ياناغيساوا على موقع رابطة كرة القدم اليابانية للمحترفين (اليابانية)